# جاسم القطان
جاسم محمد عبد العزيز عيسى القطان مواليد دولة الكويت ، نائب سابق في مجلس الأمة الكويتي ، شارك في انتخابات مجلس الأمة الكويتي عام 1975 عن الدائرة السابعة الدسمة وحصل علي ( 1657 ) وحصل علي المركز الثاني ونجح بالانتخابات.